# ماکسیم پودوپریگورا
ماکسیم پودوپریگورا (به انگلیسی: Maxim Podoprigora) (زادهٔ ۱۸ آوریل ۱۹۷۸) شناگر اهل اوکراین است.